# Saint-Ignace-de-Loyola
Saint-Ignace-de-Loyola es un municipio canadiense situado en la provincia de Quebec.

## Superficie
Saint-Ignace-de-Loyola tiene una superficie de 31,9 km².

## Demografía
En 2021, tenía 2048 habitantes, una densidad poblacional de 64,2 hab./km², y 997 viviendas.